# Coppa araba 1985
La Coppa araba 1985 (كأس العرب 1985) fu la quarta edizione della Coppa araba, competizione calcistica per nazionali organizzata dalla UAFA. La competizione si svolse in Arabia Saudita dal 3 luglio al 12 luglio 1985 e vide la partecipazione di 6 squadre: Arabia Saudita, Bahrein, Giordania, Iraq, Mauritania e Qatar.
La UAFA organizzò questa competizione dal 1963 al 2012 a cadenza variabile. Sebbene la competizione non sia stata ufficialmente cancellata, non ci più eventi dal 2012: si sono avute in totale 9 edizioni più 2 edizioni annullate (l'edizione del 1982 a causa della Guerra del Libano, mentre quella del 2009 per mancanza di sponsor). Durante la lunga interruzione che si è avuta tra il 1966 e il 1985, il torneo fu rimpiazzato (o rinominato) dalla Coppa della Palestina, di cui tre edizioni si giocarono negli anni '70. L'edizione del 1992 è stata parte integrante dei giochi arabi disputati in Siria.

## Formula
- Qualificazioni

Nessuna fase di qualificazione. Le squadre sono qualificate direttamente alla fase finale.
- Fase finale

Fase a gruppi - 6 squadre, divise in due gruppi da tre squadre. Giocano partite di sola andata, le prime due classificate si qualificano alle semifinali.
Fase a eliminazione diretta - 4 squadre, giocano partite di sola andata. La vincente si laurea campione UAFA.

## Squadre partecipanti
| Pr. | Squadra        | Data di qualificazione certa | Partecipante in quanto                                         | Partecipazioni precedenti al torneo | Ultima presenza |
| --- | -------------- | ---------------------------- | -------------------------------------------------------------- | ----------------------------------- | --------------- |
| 1   | Arabia Saudita | -                            | Rappresentativa della nazione organizzatrice della fase finale | -                                   | Esordiente      |
| 2   | Iraq           | -                            | Rappresentativa della nazione detentrice del titolo            | 2 (1964, 1966)                      | Iraq 1966       |
| 3   | Bahrein        | -                            | Qualificata di diritto                                         | 1 (1966)                            | Iraq 1966       |
| 4   | Giordania      | -                            | Qualificata di diritto                                         | 3 (1963, 1964, 1966)                | Iraq 1966       |
| 5   | Mauritania     | -                            | Qualificata di diritto                                         | -                                   | Esordiente      |
| 6   | Qatar          | -                            | Qualificata di diritto                                         | -                                   | Esordiente      |

Nella sezione "partecipazioni precedenti al torneo", le date in grassetto indicano che la nazione ha vinto quella edizione del torneo, mentre le date in corsivo indicano la nazione ospitante.

## Fase finale

### Fase a gruppi

#### Gruppo A
| Ta'if 3 luglio 1985 | Arabia Saudita | 4 – 0 | Giordania | King Fahd Stadium |

| Ta'if 5 luglio 1985 | Qatar | 2 – 0 | Giordania | King Fahd Stadium |

| Ta'if 7 luglio 1985 | Arabia Saudita | 1 – 0 | Qatar | King Fahd Stadium |

| Pos | Squadra        | P.ti | G | V | N | P | GF | GS | DR |
| --- | -------------- | ---- | - | - | - | - | -- | -- | -- |
| 1   | Arabia Saudita | 4    | 2 | 2 | 0 | 0 | 5  | 0  | +5 |
| 2   | Qatar          | 2    | 2 | 1 | 0 | 1 | 2  | 1  | +1 |
| 3   | Giordania      | 0    | 2 | 0 | 0 | 2 | 0  | 6  | -6 |

Arabia Saudita e Qatar qualificati alle semifinali.

#### Gruppo B
| Ta'if 4 luglio 1985 | Bahrein | 1 – 1 | Iraq | King Fahd Stadium |

| Ta'if 6 luglio 1985 | Bahrein | 2 – 0 | Mauritania | King Fahd Stadium |

| Ta'if 8 luglio 1985 | Iraq | 2 – 0 | Mauritania | King Fahd Stadium |

| Pos | Squadra    | P.ti | G | V | N | P | GF | GS | DR |
| --- | ---------- | ---- | - | - | - | - | -- | -- | -- |
| 1   | Bahrein    | 3    | 2 | 1 | 1 | 0 | 3  | 1  | +2 |
| 2   | Iraq       | 3    | 2 | 1 | 1 | 0 | 3  | 1  | +2 |
| 3   | Mauritania | 0    | 2 | 0 | 0 | 2 | 0  | 4  | -4 |

Bahrein e Iraq qualificati alle semifinali.

### Fase a eliminazione diretta

#### Tabellone
|  | Semifinali     | Semifinali     | Semifinali |         |      | Finale          | Finale          | Finale          |  |
|  |                |                |            |         |      |                 |                 |                 |  |
|  | Iraq           | Iraq           | 3          |         |      |                 |                 |                 |  |
|  | Iraq           | Iraq           | 3          |         |      |                 |                 |                 |  |
|  | Arabia Saudita | Arabia Saudita | 2          |         |      |                 |                 |                 |  |
|  | Arabia Saudita | Arabia Saudita | 2          |         | Iraq | Iraq            | 1               |                 |  |
|  |                |                |            |         | Iraq | Iraq            | 1               |                 |  |
|  |                |                | Bahrein    | Bahrein | 0    |                 |                 |                 |  |
|  | Bahrein        | Bahrein        | Bahrein    | Bahrein | 0    | 1 (4)           |                 |                 |  |
|  | Bahrein        | Bahrein        |            |         |      | 1 (4)           |                 |                 |  |
|  | Qatar          | Qatar          | 1 (2)      |         |      | Finale 3º posto | Finale 3º posto | Finale 3º posto |  |
|  | Qatar          | Qatar          | 1 (2)      |         |      |                 |                 |                 |  |
|  |                |                |            |         |      |                 |                 |                 |  |
|  |                |                |            |         |      | Arabia Saudita  | Arabia Saudita  | 0 (4)           |  |
|  |                |                |            |         |      | Arabia Saudita  | Arabia Saudita  | 0 (4)           |  |
|  |                |                |            |         |      | Qatar           | Qatar           | 0 (1)           |  |

#### Semifinali
| Ta'if 10 luglio 1985 | Iraq | 3 – 1 | Arabia Saudita | King Fahd Stadium |

| Ta'if 10 luglio 1985                         | Bahrein              | 1 – 1 (d.t.s.) | Qatar | King Fahd Stadium |
| \| \| \| \| \| \| Tiri di rigore 4 – 2 \| \| |                      |                |       |                   |
|                                              |                      |                |       |                   |
|                                              | Tiri di rigore 4 – 2 |                |       |                   |

#### Finale 3º posto
| Ta'if 12 luglio 1985                         | Arabia Saudita       | 0 – 0 (d.t.s.) | Qatar | King Fahd Stadium |
| \| \| \| \| \| \| Tiri di rigore 4 – 1 \| \| |                      |                |       |                   |
|                                              |                      |                |       |                   |
|                                              | Tiri di rigore 4 – 1 |                |       |                   |

#### Finale
| Ta'if 12 luglio 1985 | Iraq | 1 – 0 | Bahrein | King Fahd Stadium |